# Herrenhaus Schwiessel

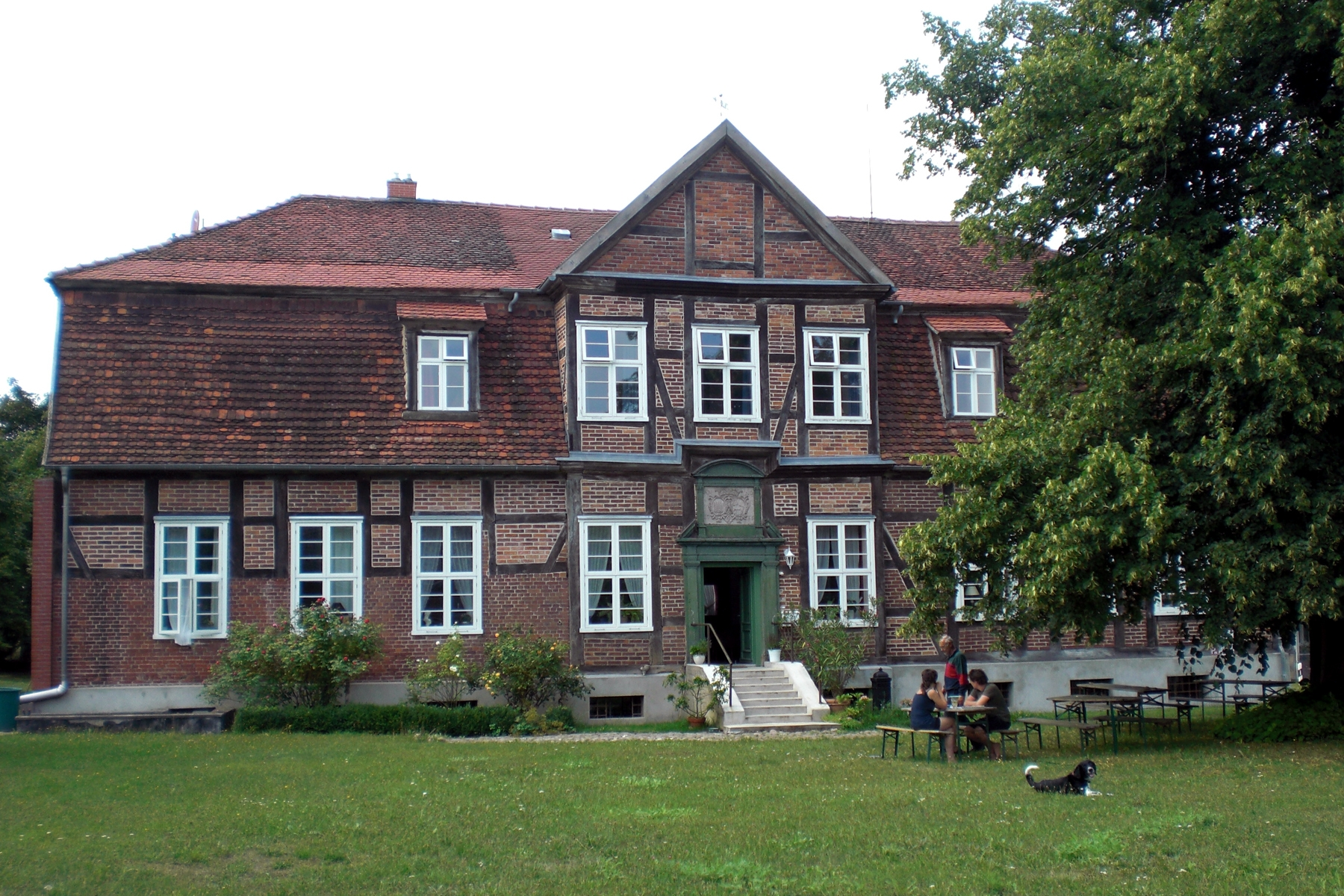
(Altes) Herrenhaus Schwiessel (2010)

Das (alte) Herrenhaus Schwiessel ist ein in der Zeit von 1732 bis 1735 als barockes Fachwerkhaus errichtetes Gutshaus im Ortsteil Schwiessel der Gemeinde Prebberede im Landkreis Rostock (Mecklenburg-Vorpommern).

## Geschichte

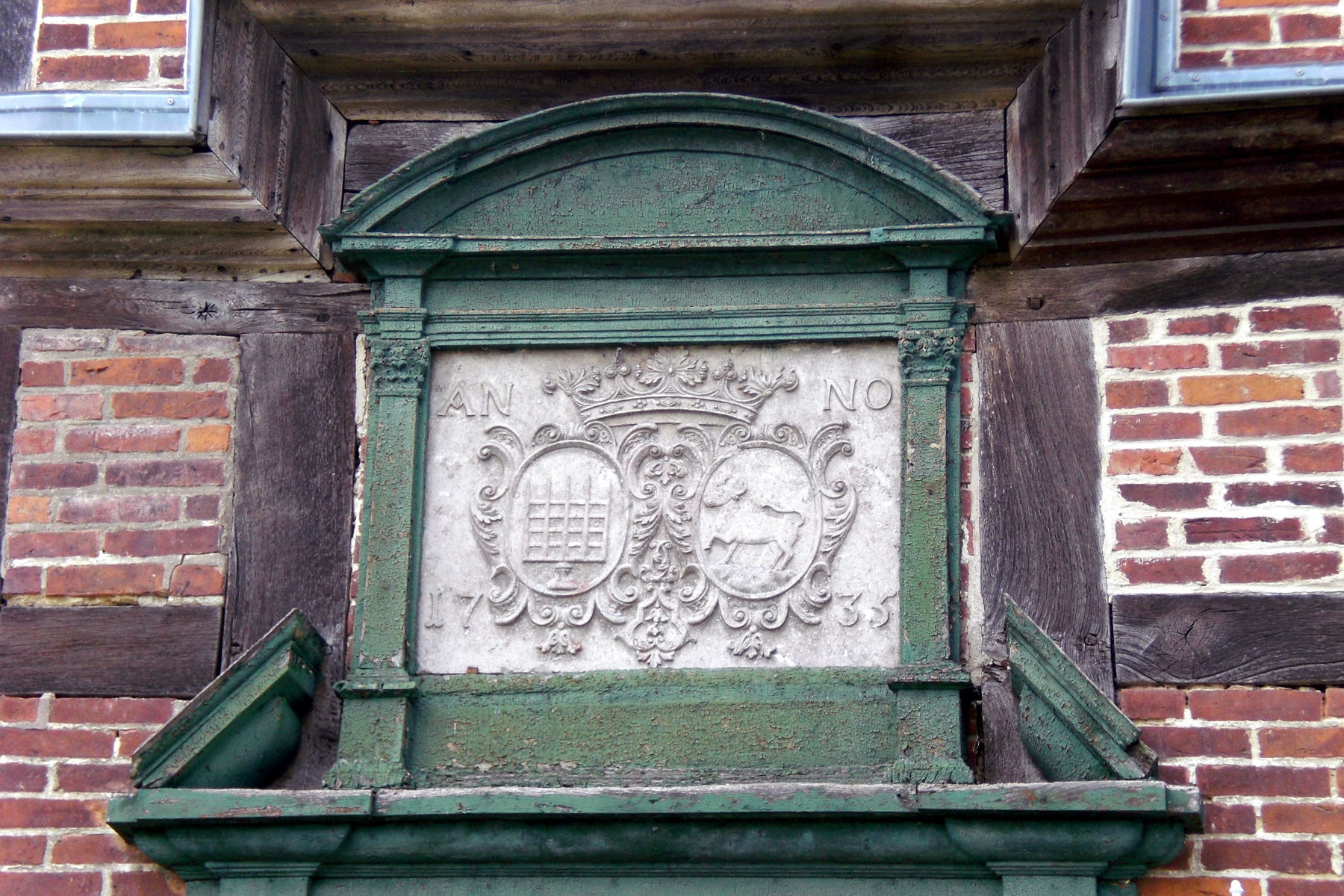
Allianzwappen Levetzow/Plessen von 1735 über dem Portal

Das Gut Schwiessel war im 14. Jahrhundert Eigentum der Adelsfamilie von Negendanck. 1561 veräußerte Joachim von Negendanck das Anwesen an Dietrich von Bevernest. Im Jahr 1667 fiel das Landgut erneut an die Familie Negendanck. 1732 verkaufte Berthold Diedrich von Negendanck Schwiessel an Hans Heinrich von Levetzow.
Hans Heinrich von Levetzow und seine Frau Anna Dorothea von Plessen (aus dem Haus Gottesgabe) ließen von 1732 bis 1735 auf den Fundamentresten eines Hauses aus dem 13. Jahrhundert ihr Herrenhaus als unverputzten Fachwerkbau errichten; das Allianzwappen der Plessen und Levetzows über dem Eingangsportal erinnert heute noch an die Erbauerfamilie des Hauses. Die nachstehende Generation der beiden Familien verheiratete sich miteinander.
Feldmarschall Johann Ludwig von Wallmoden-Gimborn wurde 1782 Gutsherr zu Schwiessel; im Jahr 1838 wurde der Mecklenburg-Schwerinsche Kammerherr Adolph Christian Ulrich von Bassewitz mit dem Gut belehnt. In den 1860er Jahren ließ Henning von Bassewitz auf dem Gut ein neues schlossartiges Herrenhaus im Tudorstil (Lage) errichten; das alte Fachwerkgutshaus wurde von dieser Zeit an als Gutsverwalterhaus weitergenutzt. 
Die Begüterung Schwiessel umfasste Ende der 1920er Jahre einen Umfang von 842,20 Hektar, davon etwa 100 Hektar Wald. Eigentümer waren Ernst-Henning Graf von Bassewitz (1858–1926) und nachfolgend dessen Neffe Georg-Henning von Bassewitz-Behr (1900–1949) auf Lützow.
Von 1927 bis 1933 lebte dort  Werner von Kieckebusch, Landwirt, Historiker, Genealoge und Tagebuchautor, mit seiner Familie. Bis zu den Enteignungen im Jahr 1945 blieb das Gut Schwiessel im Eigentum der Familie von Bassewitz.
Das neue wird derzeit wieder aufgebaut und das alte Herrenhaus Schwiessel wurde bereits ab 1996 von einem privaten Eigentümer stilecht restauriert. Heute beherbergt es die Jagdschule Schwiessel und eine Pension. Das historische Fachwerkgutshaus aus 1735 und die Baustelle des neuen Herrenhauses Schwiessel werden von einem Gutspark umgeben, der vor etwa 200 Jahren auf einer Fläche von sechs Hektar angelegt wurde.

## Fotos

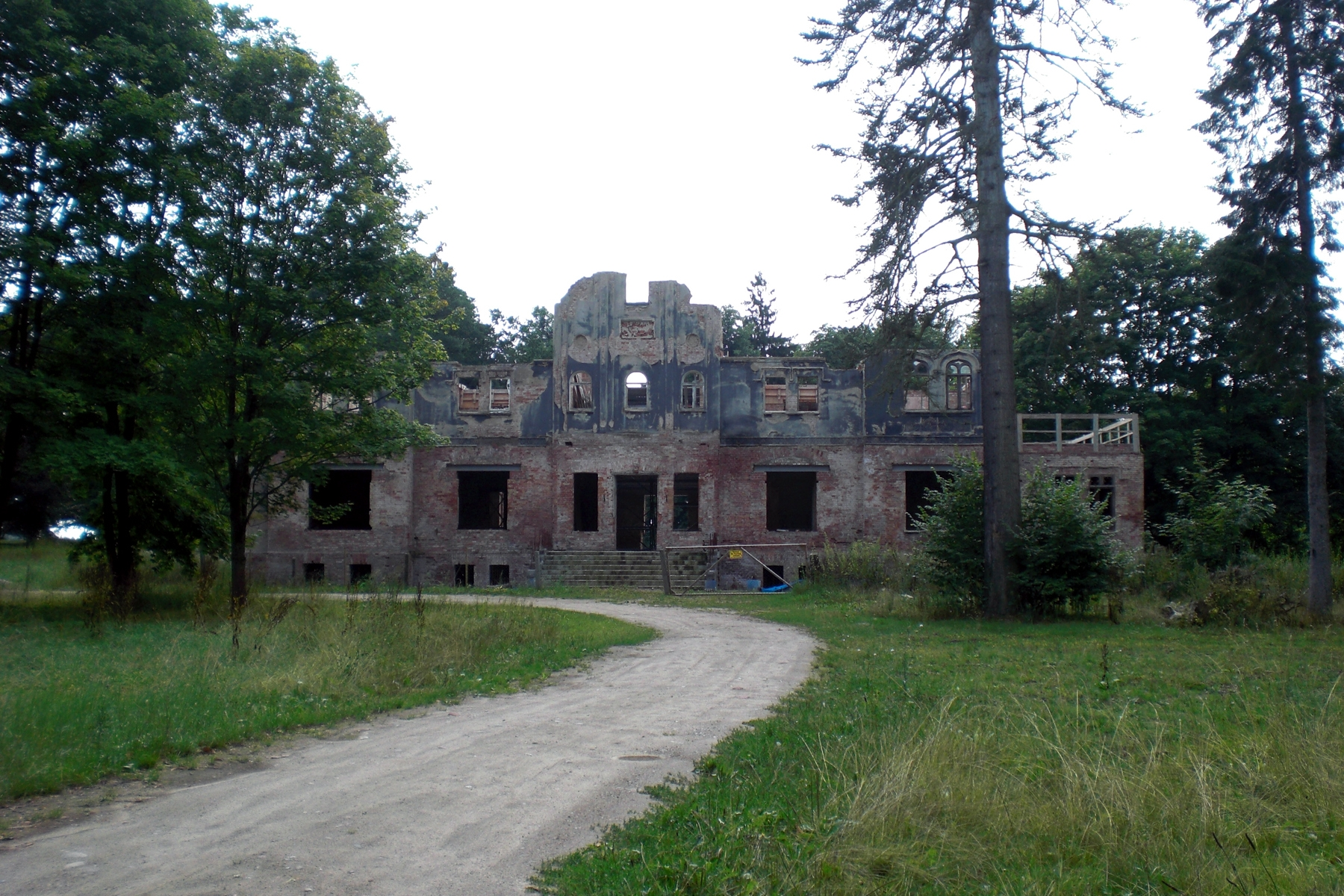
Vorderansicht der Ruine des neuen Herrenhauses
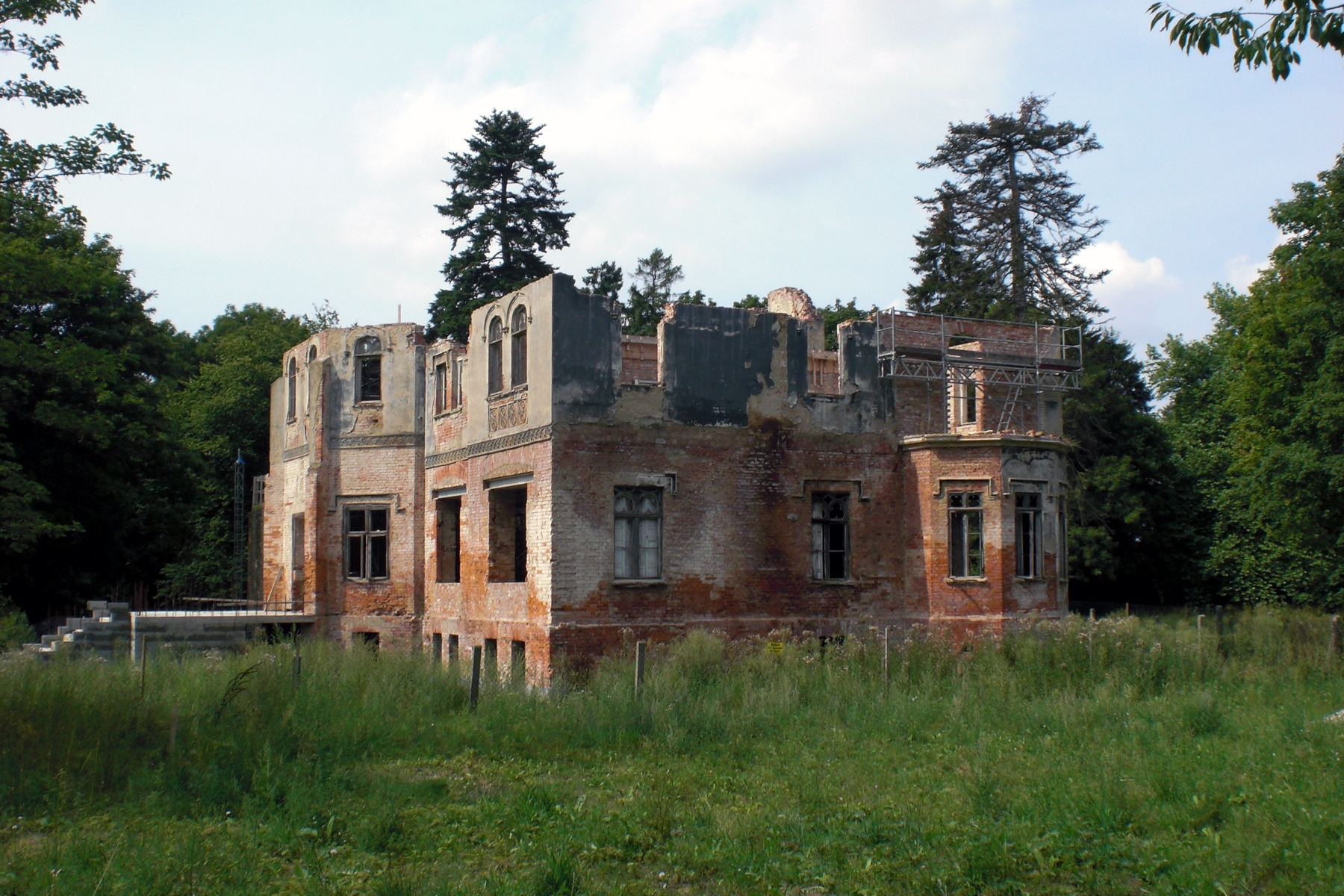
Seitenansicht der Ruine des neuen Herrenhauses
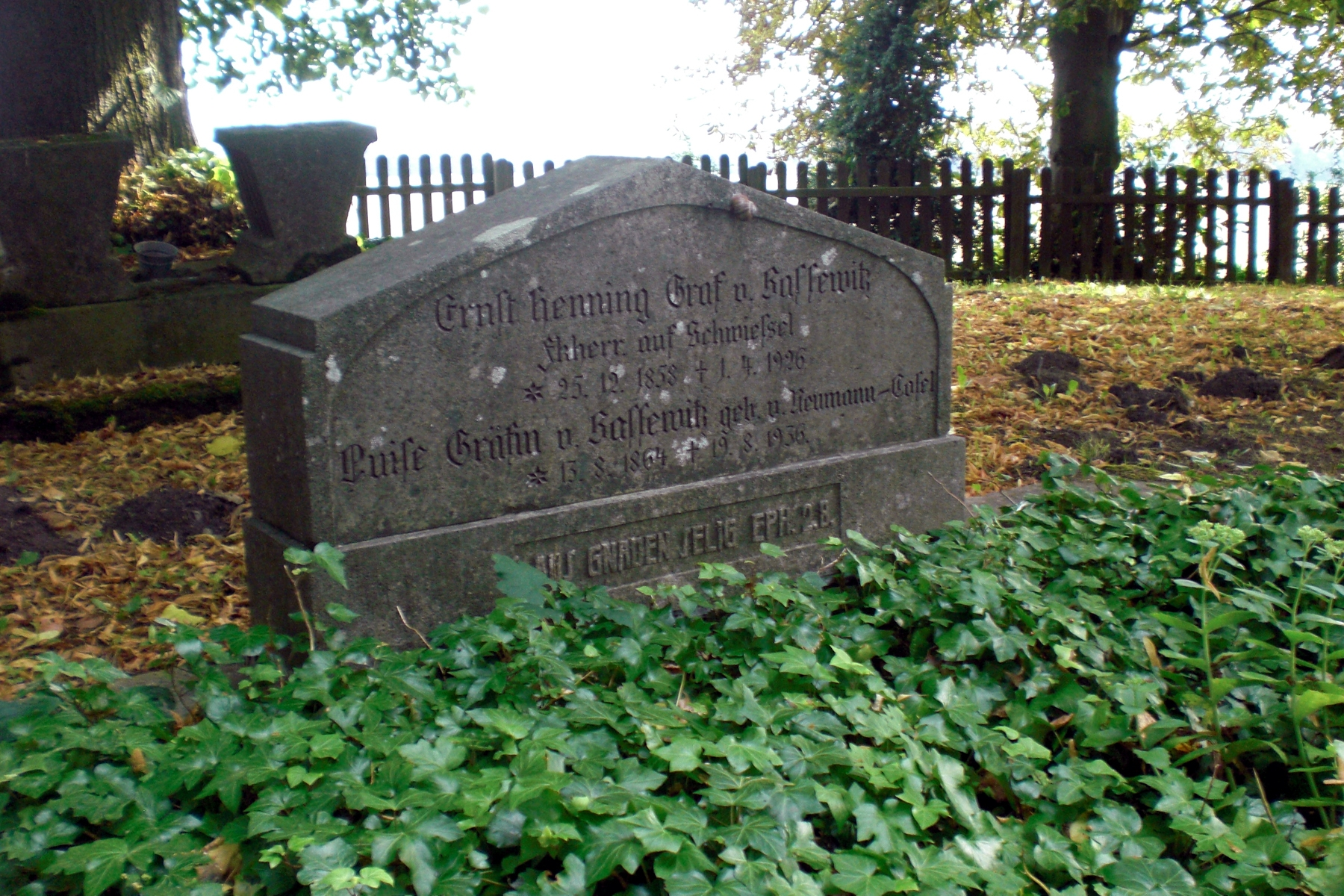
Grabstätte der Bassewitz im Park
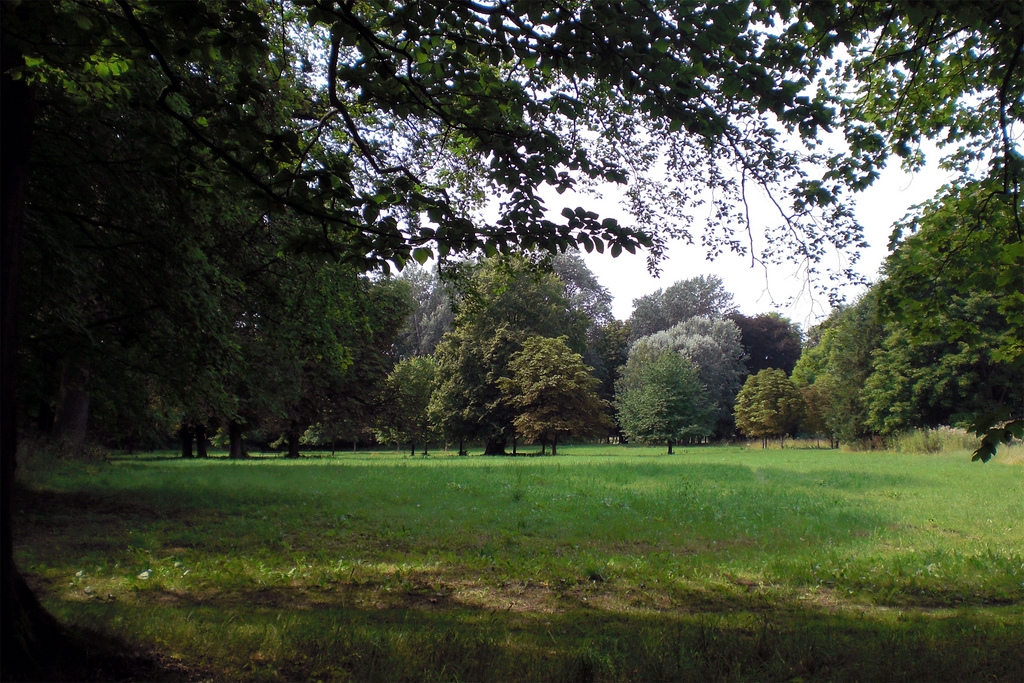
Park des historischen Gutsensembles